# Калвертон (Вірджинія)
Калвертон (англ. Calverton) — переписна місцевість (CDP) в США, в окрузі Фокір штату Вірджинія. Населення — 279 осіб (2020).

## Географія
Калвертон розташований за координатами 38°38′7″ пн. ш. 77°39′59″ зх. д. / 38.63528° пн. ш. 77.66639° зх. д. (38.635140, -77.666401).  За даними Бюро перепису населення США в 2010 році переписна місцевість мала площу 11,95 км², з яких 11,88 км² — суходіл та 0,07 км² — водойми.

## Демографія
Згідно з переписом 2010 року, у переписній місцевості мешкало 239 осіб у 99 домогосподарствах у складі 61 родини. Густота населення становила 20 осіб/км².  Було 119 помешкань (10/км²).
Расовий склад населення:
| - 82,0 % — білих - 10,9 % — чорних або афроамериканців - 2,5 % — корінних американців - 1,3 % — азіатів - 2,1 % — осіб інших рас |

До двох чи більше рас належало 1,3 %. Частка іспаномовних становила 2,1 % від усіх жителів.
За віковим діапазоном населення розподілялося таким чином: 24,3 % — особи молодші 18 років, 61,1 % — особи у віці 18—64 років, 14,6 % — особи у віці 65 років та старші. Медіана віку мешканця становила 40,5 року. На 100 осіб жіночої статі у переписній місцевості припадало 92,7 чоловіків;  на 100 жінок у віці від 18 років та старших — 103,4 чоловіків також старших 18 років.
Цивільне працевлаштоване населення становило 122 особи. Основні галузі зайнятості: публічна адміністрація — 29,5 %, освіта, охорона здоров'я та соціальна допомога — 20,5 %, роздрібна торгівля — 16,4 %, мистецтво, розваги та відпочинок — 13,9 %.